# Polyrhachis cubaensis
Polyrhachis cubaensis är en myrart som beskrevs av Mayr 1862. Polyrhachis cubaensis ingår i släktet Polyrhachis och familjen myror. Inga underarter finns listade i Catalogue of Life.